# Trattato di Fort Laramie (1851)
Il trattato di Fort Laramie venne firmato il 17 settembre 1851 tra gli Stati Uniti d'America e i rappresentanti di svariate tribù di nativi americani insediate nella regione delle Grandi Pianure settentrionali.

## Storia

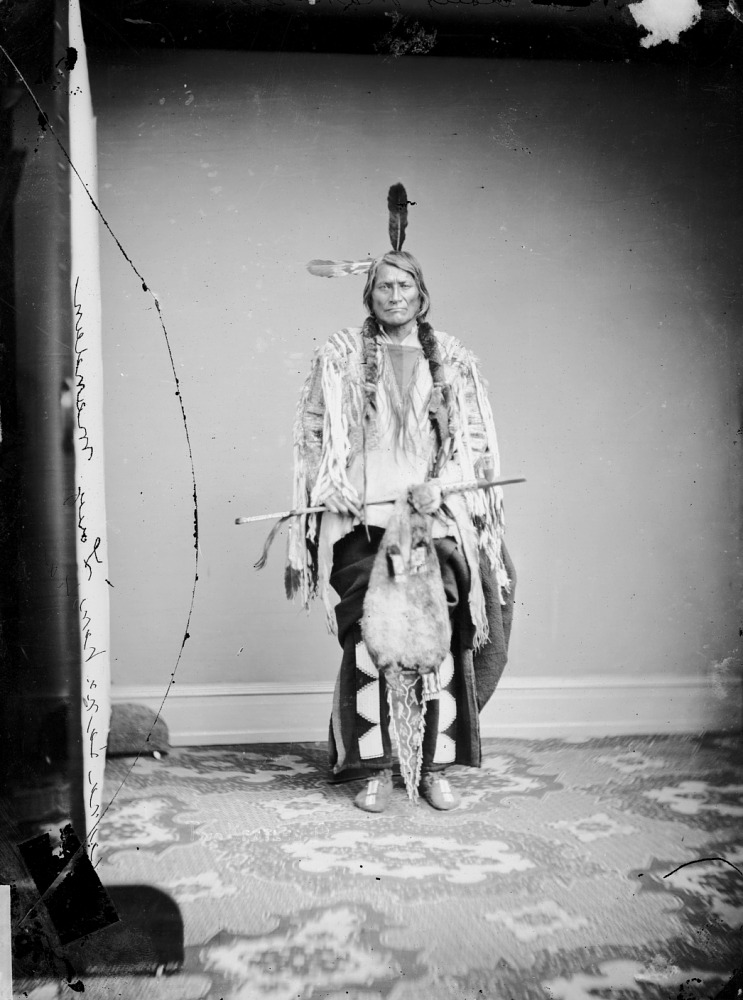
Miwátani Háŋska (Alto Mandan) dei Sioux Due Marmitte, firmatario di entrambi i trattati di Fort Laramie

Il vasto movimento migratorio innescato dalla corsa all'oro californiana della metà del XIX secolo spinse decine di migliaia di persone, dirette nei nuovi territori di California e Oregon dalla costa orientale degli Stati Uniti, ad attraversare la regione delle Grandi Pianure settentrionali, zona abitata in larga parte solo da varie tribù nomadi e seminomadi di nativi americani. Nel tentativo di mantenere l'ordine nella regione ed evitare conflitti tra coloni e nativi, il governo statunitense intraprese negoziati con le principali tribù indiane per addivenire a un accordo.
Il 17 settembre i vari delegati si incontrarono a Fort Laramie, oggi nel Wyoming, per siglare l'accordo raggiunto; per gli indiani erano presenti rappresentanti delle tribù Cheyenne, Sioux, Arapaho, Crow, Assiniboin, Mandan, Hidatsa e Arikara. Il trattato concedeva agli Stati Uniti il diritto di transito nei territori degli indiani nonché il permesso per il medesimo di costruire strade e insediamenti militari nella regione; in cambio, gli Stati Uniti si impegnarono a proteggere le tribù indiane da attacchi da parte dei bianchi, oltre a versare alle stesse un pagamento pari a 50.000 dollari in beni e merci all'anno per i quindici anni seguenti alla ratifica del trattato, da distribuire in proporzione tra le varie tribù in base alla loro popolazione.
Il trattato stabilì inoltre la delimitazione dei vari territori spettanti a ognuna delle tribù firmatarie; esso chiariva inoltre che con la stipula dell'accordo le tribù non rinunciavano ai loro diritti di possesso sui territori o ai privilegi di caccia, pesca e transito negli stessi. Il Senato degli Stati Uniti ratificò il trattato, modificando però il periodo di concessione delle compensazioni materiali da quindici a dieci anni; l'assenso a questa modifica fu poi ottenuto anche da tutti i rappresentanti delle tribù interessate con la sola eccezione dei Crow, e il trattato entrò in vigore.
Il trattato di Fort Laramie garantì una certa pace nella regione almeno fino al luglio del 1858, quando si aprì la cosiddetta "corsa all'oro del Pike's Peak": circa 100.000 tra coloni e cercatori bianchi invasero la zona del Colorado orientale dopo la scoperta di vasti giacimenti auriferi nelle Montagne Rocciose, violando i territori spettanti alle tribù Cheyenne e Arapaho; il governo statunitense non fece nulla per trattenere i coloni e far rispettare gli accordi di Fort Laramie, ma decise al contrario di avviare nuovi negoziati con le tribù indiane per diminuire i territori loro spettanti, negoziati che portarono al trattato di Fort Wise del 18 febbraio 1861.